# Left Behind II: Tribulation Force
Left Behind II: Tribulation Force (bra: Deixados para Trás II - Comando Tribulação) é um filme da indústria cinematográfica cristã estadunidense de ação lançado em 2002. Foi estrelado por Kirk Cameron e dirigido por Bill Corcoran, com base na série de livros Left Behind, que trata sobre o arrebatamento. O filme é uma continuação da longa-metragem Left Behind de 2000.

## Elenco
- Kirk Cameron .. Cameron "Buck" Willians
- Brad Johnson .. Capitão Rayford Steele
- Gordon Currie .. Presidente Nicolae J. Carpathia
- Chelsea Noble .. Hattie Durham
- Clarence Gilyard .. Pastor Bruce Barnes
- Janaya Stephens .. Chloe Steele
- Colin Fox .. Chaim Rosenzeweig
- Lubomir Mykytiuk .. Rabbi Tsion Ben-Judah
- Christopher Bondy .. Steve Plank